# Festival Films courts de Dinan
Le Festival Films courts de Dinan est un festival de cinéma international, dédié aux courts métrages, qui se tient annuellement à Dinan dans le département des Côtes-d'Armor en Bretagne. Fondé en 2017 par Philippe Gautier, président de l'association organisatrice « Court vers le large », l'événement est accessible au grand public, aux scolaires et aux professionnels.
Le festival propose une sélection d'environ soixante courts métrages, dont trente-cinq en compétition, représentant l'ensemble de la francophonie. Les prix sont décernés par un jury composé de professionnels du cinéma. En parallèle de la sélection officielle, des hommages sont rendus aux pays membres de l'Organisation internationale de la Francophonie, et diverses initiatives sont mises en place en faveur du jeune public.
La septième édition du festival est prévue du 20 au 24 novembre 2024. Le réalisateur et scénariste Patrice Leconte est annoncé comme président du jury.

## Historique

### Les débuts du festival
Le 17 novembre 2017 a marqué le début du premier festival de court métrage à Dinan, baptisé « Les Films courts à Dinan », sous l'impulsion de Philippe Gautier en collaboration avec l'Émeraude Cinéma, un cinéma local classé art et essai. L'objectif déclaré était de positionner Dinan comme une nouvelle plateforme pour le cinéma et ses talents émergents, de rassembler les professionnels de l'industrie et de mettre en avant la diversité créative du paysage francophone.
L'année suivante, le festival a élargi son horizon en lançant une compétition de courts métrages francophones, avec un jury composé de professionnels du cinéma présidé par le réalisateur Chad Chenouga. L'ARDA, l'Association des directrices et directeurs de casting, devient l'un des partenaires privilégiés.
En 2019, la programmation du festival s'est enrichie avec la création d'une nouvelle section compétitive dédiée aux films autoproduits. Cette section a bénéficié de la participation de personnalités telles que Jean Becker en tant que président du jury et Jacques Doillon en tant que parrain.
En 2020, la crise sanitaire mondiale liée à l'épidémie de Covid19 a contraint le festival à faire une pause, mais l'équipe a maintenu une offre culturelle en proposant le festival entièrement en ligne en février 2021. Cette édition a permis aux cinéphiles de découvrir les sélections de courts métrages sur internet, enregistrant plus de dix mille visionnages au total.
De plus, pour marquer le trentième anniversaire du film Delicatessen, une classe de maître virtuelle animée par Philippe Gautier et avec la participation de Jean-Pierre Jeunet et de son équipe a été organisée, portant sur le cinéma de genre.
En 2022, le festival a pris une dimension décisive en s'installant pour la première fois au cœur du centre historique de Dinan, au théâtre des Jacobins. Cette cinquième édition a rendu hommage à la mémoire de Jean Rochefort, une figure locale de renom. Anna Galiena, présidente du jury, a présenté Le Mari de la coiffeuse de Patrice Leconte, un film dans lequel elle avait partagé l'écran avec l'acteur en 1990. La fille de Jean Rochefort, Clémence Rochefort, a eu l'honneur de remettre le premier prix Jean-Rochefort, récompensant le meilleur jeune acteur dans un court métrage. Le festival a accordé une attention particulière à mettre en avant de nouveaux jeunes acteurs et actrices dans les courts métrages en compétition, dans le but d'encourager et de promouvoir les talents émergents. L'AAFA (Actrices et acteurs de France associés) s'est liée au festival en tant que partenaire, ajoutant une nouvelle dimension au succès croissant de l'événement.
En 2023, l'événement a poursuivi son élan en célébrant le cinéma belge francophone, en partenariat avec le centre Wallonie-Bruxelles de Paris et le soutien de Wallonie-Bruxelles International. Sous la présidence d'Antoine Duléry, cet hommage à la Belgique s'inscrit dans le contexte des 70 ans du jumelage entre le ville belge de Dinant et Dinan.
Un hommage à Michel Blanc, décédé le 4 octobre 2024, est rendu lors de la septième édition du Festival (20-24 novembre 2024), avec la projection du film Monsieur Hire, présenté par le président du jury, Patrice Leconte. L'édition 2024 met également à l'honneur le cinéma suisse, en collaboration avec Swiss Films, avec Yann Samuell en qualité de parrain. Cette édition marque un record de fréquentation, attirant plus de 4 500 spectateurs en cinq jours.

### Les compétitions
Le festival propose plusieurs compétitions :
- une compétition internationale ;
- une compétition nationale ;
- une compétition « émergence » réservée aux films auto-produits.

Outre les récompenses habituelles (meilleur film francophone, mention spéciale du jury, prix Positif du scénario, meilleur film autoproduit Pass culture), divers prix d'interprétation sont remis, à savoir le prix Jean-Rochefort, qui honore une jeune actrice ou un jeune acteur, et deux prix d’interprétation en partenariat avec l’AAFA (Actrices et acteurs de France associés) et l’ARDA (Association des directrices et directeurs de casting).

### La fréquentation
Le Festival est considéré comme la première manifestation cinématographique du département des Côtes-d'Armor.
Les différentes projections se déroulent à l'Émeraude Cinéma de Dinan, mais des projections se déroulent aussi au théâtre des Jacobins de la ville.
En 2024, le nombre d'entrées a été estimé à plus de 4 500 sur cinq jours.

### Les personnalités
Le festival a pu compter parmi ses invités, concurrents ou membres du jury : Patrice Leconte, Jacques Doillon, Jean-Pierre Jeunet, Jean Becker, Yann Samuell, Marc Caro, Antoine Duléry, Claudie Ossard, Anna Galiena, Lucie Lucas, Bruno Salomone, Nathan Ambrosioni, Anthony Bajon, Jacques Monnet, Axel Auriant, Jacques Chambon, Pauline Lefèvre, Maxence Danet-Fauvel, Marie Papillon, Chad Chenouga, Anael Snoek, Bérangère McNeese, David Strajmasyter...

### Palmarès
| 4e édition (du 1er au 6 février 2021)          | 4e édition (du 1er au 6 février 2021)                                          |
| ---------------------------------------------- | ------------------------------------------------------------------------------ |
| Grand prix du jury                             | Matriochkas de Bérangère McNeese (Belgique)                                    |
| Prix du meilleur scénario                      | Je suis ton père de Justine Le Pottier (France)                                |
| Prix de la révélation féminine                 | Héloïse Volle dans Matriochkas de Bérangère McNeese (Belgique)                 |
| Prix de la révélation masculine                | Gall Gaspard dans Sole Mio de Maxime Roy (France)                              |
| Mention spéciale                               | Sole Mio de Maxime Roy (France), La veillée de Riad Bouchoucha (France)        |
| Coup de coeur du parrain (Jean-Claude Dreyfus) | Sous l'écorce de Ève-Chems de Brouwer (France), Féeroce de Fabien Ara (France) |
| Prix de la compétition jeunes talents          | Les pianistes de Paul et François Guerin (France)                              |
| Prix du public                                 | Fleur de pavot de Baer Xiao (France), Désarticulé de Romain Barreau (France)   |
| Prix du jury lycéen                            | Matriochkas de Bérangère McNeese (Belgique), La K-Z de Enricka MH (France)     |

| 5e édition (du 15 au 19 novembre 2022)                                      | 5e édition (du 15 au 19 novembre 2022)                    |
| --------------------------------------------------------------------------- | --------------------------------------------------------- |
| Prix du meilleur film francophone                                           | Titan de Valery Carnoy (Belgique)                         |
| Prix Jean-Rochefort (meilleure interprétation)                              | Aline Mahaux dans En fin de conte de Zoe Arene (Belgique) |
| Prix de la meilleure photographie                                           | La Nourrice de Arnold de Parscau (France)                 |
| Prix du meilleur scénario                                                   | Apibeurzdé de Basile Charpentier (France)                 |
| Prix Révélation AAFA (Actrices et acteurs de France associés)               | Chanael Meimoun dans Ferrarrie de Boris Biaou (France)    |
| Prix Révélation ARDA (Association des directrices et directeurs de casting) | Salim Keddouh dans Jerky Flow d'Adnane Rami (France)      |
| Prix du meilleur film autoproduit                                           | Aujourd'hui de Francis Chillet (France)                   |
| Prix du public lycéen                                                       | Nous deux ou bien rien de Karina Beuthe Orr (France)      |
| Prix du public collégien                                                    | Quiproquo de Cyril Jourdan (France)                       |

| 6e édition (du 15 au 19 novembre 2023)                                      | 6e édition (du 15 au 19 novembre 2023)                                        |
| --------------------------------------------------------------------------- | ----------------------------------------------------------------------------- |
| Prix du meilleur film francophone                                           | Les Grands Hommes de Quentin Elles (France)                                   |
| Prix Jean-Rochefort (meilleure interprétation)                              | Anne Steffens dans Shake Up (Belgique)                                        |
| Prix Révélation ARDA (Association des directrices et directeurs de casting) | Anael Snoek dans Motherless Shild de Sophie Maréchal (Belgique)               |
| Prix Révélation AAFA (Actrices et acteurs de France associés)               | Nicolas Bauwens dans L'Apocalypse n'aura pas lieu de Maxence Ouvrard (France) |
| Mention spéciale du jury                                                    | Duos de Marion Defer (France)                                                 |
| Mention spéciale du jury                                                    | La Charge mentale de Mathias Rifkiss et Colas Rifkiss (France)                |
| Prix du meilleur film autoproduit Pass Culture                              | L'Autre de Vikor Miletik (France)                                             |
| Prix du jeune public                                                        | Poupée de Tamara Vittoz (France)                                              |

| 7e édition (du 20 au 24 novembre 2024)                                      | 7e édition (du 20 au 24 novembre 2024)                    |
| --------------------------------------------------------------------------- | --------------------------------------------------------- |
| Prix du meilleur film francophone                                           | Bahamas de Maxime Bultot (Belgique)                       |
| Prix Positif du scénario                                                    | Karatéka de Florence Fauquet (France)                     |
| Prix Jean-Rochefort (meilleure interprétation)                              | Aude Pépin dans Petite Reine de Julien Guetta (France)    |
| Prix Révélation ARDA (Association des directrices et directeurs de casting) | Nissim Renard dans Underdogs de Olivier Panier (Belgique) |
| Prix Révélation AAFA (Actrices et acteurs de France associés)               | Thomas Coumans dans Apnées de Nicolas Panay (Belgique)    |
| Mention spéciale du jury                                                    | Nous les singes de Clarence Larrivoire (France)           |
| Prix du meilleur film autoproduit Pass Culture                              | Olympic trash de Erik Sémashkin (Ukraine)                 |
| Mention spéciale Pass culture                                               | Yannick Bouanga dans Repère de Rouben Malika (France)     |
| Prix du jeune public                                                        | Oui ! de Mara De Montalivet (France)                      |

## Organisation

### Association «Court vers le large»
Le festival est organisé par l'association Court vers le large, dont les objectifs principaux incluent la promotion du cinéma, en particulier du court métrage francophone, ainsi que des actions d'éducation à l'image et de sensibilisation aux enjeux cinématographiques, notamment auprès du jeune public.
Le festival a été fondé en 2017 par Philippe Gautier, qui en assure la direction depuis l’origine. Il préside également l'association organisatrice depuis sa création en 2022.
En juin 2025, Philippe Gautier est nommé délégué général du festival.